# Тренер сезону в Україні
Тренер сезону в Україні — нагорода, яку присуджують найкращому наставнику чемпіонату України з футболу.

## Опитування Держкомспорту України

### 1992 (весна)
1. А. Заяєв («Таврія»)
2. В. Прокопенко («Чорноморець»)
3. М. Павлов («Дніпро»)
4. Л. Ткаченко («Металіст»)
5. В. Яремченко («Шахтар»)

## Опитування«Спортивної газети»

### 1992/93
1. М. Фоменко («Динамо») — 12 очок
2. М. Павлов («Дніпро») — 5
3. М. Маркевич («Карпати») — 1
4. Б. Стрельцов («Кремінь») — 1

### 1993/94
1. В. Прокопенко («Чорноморець»)
2. Й. Сабо («Динамо»)
3. В. Яремченко («Шахтар»)
4. М. Маркевич («Карпати»)
5. М. Павлов («Дніпро»)

### 1994/95
1. Л. Буряк («Чорноморець»)
2. Є. Кучеревський («Миколаїв»)
3. В. Мунтян (Молодіжна збірна України)

### 1995/96
1. Й. Сабо («Динамо») — 120 (39+1+1)
2. Л. Буряк («Чорноморець») — 40 (0+16+8)
3. М. Фоменко (ЦСКА-Борисфен) — 37 (3+8+12)
4. О. Томах («Металург» З.) — 15 (0+6+3)
5. О. Іщенко («Зірка-НІБАС») — 12 (0+4+4)
6. Б. Штанге («Дніпро») — 12 (0+3+6)
7. С. Морозов («Нива» В.) — 10 (1+1+5)
8. В. Яремченко («Кремінь») — 8 (0+3+2)
9. В. Пожечевський («Ворскла») — 2 (0+1+0)
10. В. Журавчак («Карпати») — 1 (0+0+1)
11. І. Надєїн («Торпедо») — 1 (0+0+1)

## ОпитуванняПФЛ

### 1996/97
1. В. Лобановський («Динамо»)
2. В. Яремченко («Шахтар»)
3. В. Пожечевський («Ворскла»)

### 1997/98
1. В. Лобановський («Динамо»)
2. М. Маркевич («Карпати»)
3. В. Яремченко («Шахтар»)

### 1998/99
1. В. Лобановський («Динамо»)
2. О. Таран («Кривбас»)
3. М. Павлов («Металург» Мр.)

### 1999/00
1. В. Лобановський («Динамо»)
2. В. Прокопенко («Шахтар»)
3. О. Таран («Кривбас»)

### 2000/01
1. М. Фоменко (ЦСКА)
2. В. Прокопенко («Шахтар»)
3. В. Лобановський («Динамо»)

### 2001/02
1. В. Лобановський («Динамо») — 33 (11+0+0)
2. Н. Скала («Шахтар») — 13 (2+3+1)
3. С. Альтман («Металург» Д.) — 12 (1+3+3)
4. М. Фоменко («Металіст») — 12 (0+5+2)
5. О. Таран («Металург» З.) — 11 (0+3+5)
6. І. Надєїн («Кривбас») — 3 (0+0+3)

### 2002/03
1. О. Михайличенко («Динамо»)
2. Є. Кучеревський («Дніпро»)
3. В. Кварцяний («Волинь»)

### 2003/04
1. Є. Кучеревський («Дніпро»)
2. О. Михайличенко («Динамо»)
3. С. Альтман («Чорноморець»)

### 2004/05
1. Є. Кучеревський («Дніпро») — 31 (7+3+4)
2. М. Луческу («Шахтар») — 28 (6+4+2)
3. Й. Сабо («Динамо») — 12 (2+2+2)
4. С. Альтман («Чорноморець») — 10 (1+2+3)
5. О. Федорчук («Таврія») — 9 (0+3+3)
6. О. Баранов («Арсенал») — 2 (0+1+0)
7. В. Ряшко («Закарпаття») — 2 (0+1+0)
8. С. Матвіїв («Борисфен») — 1 (0+0+1)
9. В. Яремченко («Металург» З.) — 1 (0+0+1)

### 2005/06
1. М. Луческу («Шахтар»)
2. С. Альтман («Чорноморець»)
3. А. Дем'яненко («Динамо»)

### 2006/07
1. А. Дем'яненко («Динамо») — 35
2. М. Маркевич («Металіст») — 23
3. М. Фоменко («Таврія») — 17

### 2007/08
1. М. Луческу («Шахтар») — 43
2. М. Маркевич («Металіст») — 17
3. Ю. Сьомін («Динамо») — 13

## ОпитуванняУПЛ

### 2008/09
1. М. Луческу («Шахтар») — 43 (12+3+1)
2. Ю. Сьомін («Динамо») — 29 (2+11+1)
3. М. Маркевич («Металіст») — 17 (2+0+11)
4. М. Павлов («Ворскла») — 5 (0+1+3)
5. Н. Костов («Металург» Д.) — 2 (0+1+0)

### 2009/10
1. М. Луческу («Шахтар») — 38 (10+4+0)
2. О. Кононов («Карпати») — 25 (4+6+1)
3. М. Маркевич («Металіст») — 11 (1+1+6)
4. В. Газзаєв («Динамо») — 8 (0+4+0)
5. Ю. Максимов («Оболонь» + «Кривбас») — 5 (0+1+3)
6. С. Пучков («Таврія») — 4 (0+0+4)
7. І. Гамула («Закарпаття») — 3 (1+0+0)
8. Н. Костов («Металург» Д.) — 2 (0+0+2)

### 2010/11
1. М. Луческу («Шахтар») — 38 (12+1+0)
2. Ю. Сьомін («Динамо») — 17 (2+5+1)
3. О. Кононов («Карпати») — 13 (1+4+2)
4. М. Павлов («Ворскла») — 11 (1+2+4)
5. М. Маркевич («Металіст») — 7 (0+3+1)
6. С. Ковалець («Оболонь») — 3 (0+0+3)
7. Х. Рамос («Дніпро») — 2 (0+1+0)
8. Ю. Бакалов («Арсенал») — 1 (0+0+1)
9. Ю. Максимов («Кривбас») — 1 (0+0+1)
10. В. Петров («Таврія») — 1 (0+0+1)
11. А. Чанцев («Зоря») — 1 (0+0+1)
12. В. Яремченко («Іллічівець») — 1 (0+0+1)

### 2011/12
1. М. Луческу («Шахтар») — 37 (11+2+0)
2. М. Маркевич («Металіст») — 22 (3+6+1)
3. Л. Кучук («Арсенал») — 16 (1+4+5)
4. Ю. Вернидуб («Зоря») — 9 (1+1+4)
5. М. Павлов («Ворскла») — 4 (0+1+2)
6. А. Дем'яненко («Волинь») — 2 (0+1+0)
7. Ю. Сьомін («Динамо») — 2 (0+1+0)
8. В. П'ятенко («Металург» Д.) — 2 (0+0+2)
9. Р. Григорчук («Чорноморець») — 1 (0+0+1)
10. Х. Рамос («Дніпро») — 1 (0+0+1)

### 2012/13
1. М. Луческу («Шахтар») — 38 (10+3+2)
2. М. Маркевич («Металіст») — 26 (3+8+1)
3. Р. Григорчук («Чорноморець») — 16 (1+4+5)
4. О. Таран («Кривбас») — 8 (1+1+3)
5. Х. Рамос («Дніпро») — 4 (0+0+4)
6. О. Блохін («Динамо») — 3 (1+0+0)
7. Ю. Максимов («Металург» Д.) — 1 (0+0+1)

### 2013/14
1. М. Луческу («Шахтар») — 29
2. Х. Рамос («Дніпро») — 25
3. Р. Григорчук («Чорноморець») — 21

### 2014/15
1. С. Ребров («Динамо») — 33
2. М. Маркевич («Дніпро») — 29
3. Ю. Вернидуб («Зоря») — 7

### 2015/16
1. С. Ребров («Динамо») — 24
2. М. Луческу («Шахтар») — 21
3. М. Маркевич («Дніпро») — 17
4. Ю. Вернидуб («Зоря») — 9
5. В. Шаран («Олександрія») — 7

### 2016/17
1. П. Фонсека («Шахтар»)
2. Д. Михайленко («Дніпро»)
3. Ю. Вернидуб («Зоря»)
4. Р. Санжар («Олімпік»)
5. С. Ребров («Динамо»)
6. В. Шаран («Олександрія»)
7. Л. Кучук («Сталь» К-е)

### 2017/18
1. О. Хацкевич («Динамо»)
2. П. Фонсека («Шахтар»)
3. В. Сачко («Ворскла»)
4. Ю. Вернидуб («Зоря»)
5. В. Шаран («Олександрія»)
6. О. Бойчишин («Карпати»)
7. О. Бабич («Чорноморець» + «Маріуполь»)
8. Ю. Вірт («Верес»)
9. О. Дулуб («Чорноморець»)
10. К. Фролов («Чорноморець»)

### 2018/19
1. П. Фонсека («Шахтар») — 28
2. В. Шаран («Олександрія») — 14
3. О. Хацкевич («Динамо») — 12

### 2019/20
1. В. Скрипник («Зоря») – 25
2. Л. Каштру («Шахтар») – 18
3. О. Рябоконь («Десна») – 14

### 2020/21
1. М. Луческу («Динамо»)
2. В. Скрипник («Зоря»)
3. І. Йовічевіч («Дніпро-1»)

### 2021/22
Не визначали

### 2022/23
1. П. ван Леувен («Зоря») — 32 (7+5+1)
2. І. Йовічевіч («Шахтар») — 23 (3+6+2)
3. Р. Григорчук («Чорноморець») — 13 (1+2+6)

### Цікаві факти
- загальна кількість тренерів-переможців — 15;
- найчастіше приз вигравав Мірча Луческу — 9 разів;
- загальна кількість команд-переможниць — 7;
- найчастіше лауреатами ставали представники київського «Динамо» — 13 разів.

## Тренер року в Україні, газета«Український футбол»
Тренер року в Україні — щорічна футбольна нагорода, котру у 2002—2015 і з 2022 року присуджує видання «Український футбол». Має альтернативну назву — «Приз ім. Валерія Лобановського». Приз міг отримати будь-який наставник, котрий працював протягом року в Україні. На відміну від нагороди «Тренер сезону», серед номінантів мали право з'являтися наставники різних збірних України. За умовами конкурсу, при виборі лауреата не мало значення громадянство.

### 2002
1. В. Грозний («Арсенал» К) — 615 (131+92+38)
2. Є. Кучеревський («Дніпро») — 526 (85+110+51)
3. О. Михайличенко («Динамо» К) — 243 (40+36+51)

### 2003
1. Є. Кучеревський («Дніпро») — 758
2. О. Михайличенко («Динамо» К) — 412
3. С. Альтман («Чорноморець») — 368

### 2004
1. Є. Кучеревський («Дніпро») — 1198 (285+176+87)
2. Й. Сабо («Динамо») — 1042 (210-168-76)
3. О. Блохін (збірна України) — 505 (71+105+82)

### 2005
1. О. Блохін (збірна України) — 1375 (436+24+19)
2. С. Альтман («Чорноморець») — 557 (39+160+120)
3. А. Дем'яненко («Динамо» К) — 481 (48+131+75)

### 2006
1. О. Блохін (збірна України) — 421 (134+8+3)
2. О. Заваров («Арсенал» К) — 172 (19+39+37)
3. О. Протасов («Дніпро») — 152 (12+40+36)

### 2007
1. О. Протасов («Дніпро») — 418 (94+57+19)
2. М. Маркевич («Металіст») — 360 (57-80-29)
3. О. Блохін (збірна України) — 154 (28+17+36)

### 2008
1. М. Маркевич («Металіст») — 569 (173-24-2)
2. М. Павлов («Ворскла») — 382 (19-150-25)
3. О. Михайличенко (збірна України) — 80 (5-7-51)

### 2009
1. М. Маркевич (Металіст) — 453 (111-47-26)
2. Ю. Калитвинцев (юнацька збірна України) — 297 (62-41-29)
3. М. Павлов (Ворскла) — 200 (23-47-37)

### 2010
1. М. Маркевич («Металіст») — 235
2. П. Яковенко (молодіжна збірна України) — 161
3. В. Кварцяний («Волинь») — 77

### 2011
1. М. Маркевич («Металіст») — 163 (38+19+11)
2. Н. Павлов («Ворскла») — 127 (22+22+17)
3. Ю. Максимов («Кривбас») — 79 (7+17+24)

### 2012
1. М. Луческу («Шахтар» Д) — 336 (91+24+9)
2. Х. Рамос («Дніпро») — 180 (20+44+32)
3. М. Маркевич («Металіст») — 146 (11+42+29)

### 2013
1. М. Фоменко (збірна України) — 373 (106+24+7)
2. Р. Григорчук («Чорноморець») — 208 (22+48+46)
3. М. Маркевич («Металіст») — 151 (15+37+32)

### 2014
1. С. Ребров («Динамо» К) — 190 (37+29+21)
2. Ю. Вернидуб («Зоря») — 126 (20+25+16)
3. М. Фоменко (збірна України) — 68 (14+9+8)

### 2015
1. М. Фоменко (національна збірна України) — 170 (29-30-23)
2. С. Ребров («Динамо») — 158 (22-35-22)
3. М. Маркевич («Дніпро») — 128 (27-15-17)

### 2022
1. О. Кучер (СК «Дніпро-1») — 221 (50-30-11)
2. С. Ребров («Аль-Айн», ОАЕ) — 131 (32-14-7)
3. І. Йовічевич («Шахтар») — 82 (15-17-3)

### 2023
1. Ю. Вернидуб («Кривбас») — 319 (64-53-21)
2. С. Ребров («Аль-Айн», ОАЕ/національна збірна України) — 179 (47-13-12)
3. Ю. Максимов («Звягель»/«Дніпро-1») — 113 (19-13-30)

### 2024
1. Р. Ротань(«Олександрія», олімпійська збірна України) — 363 (91-32-26)
2. О. Шовковський («Динамо») — 201 (25-51-24)
3. Ю. Вернидуб («Кривбас») — 158 (22-31-30)

## Тренер року в Україні, Держкомітет фізкультури та спорту України
Тренер року в Україні — футбольна нагорода, що вручається Комітетом (із 1990-го — Державним) фізкультури та спорту України. У 1957—1993 роках приз міг отримати будь-який наставник, котрий працював в Україні. З 1994-го лауреатом може стати український тренер, попри чемпіонат, у якому він працює. З 1976-го має альтернативну офіційну назву — «Приз ім. Олега Ошенкова».

### Лауреати
| Рік  | Тренер року (команда)                                                     |
| ---- | ------------------------------------------------------------------------- |
| 1957 | Віктор Шиловський («Динамо»)                                              |
| 1958 | Віктор Шиловський («Динамо»)                                              |
| 1959 | Віктор Жилін («Локомотив»)                                                |
| 1960 | В'ячеслав Соловйов («Динамо»)                                             |
| 1961 | В'ячеслав Соловйов («Динамо»)                                             |
| 1962 | Олег Ошенков («Шахтар»)                                                   |
| 1963 | Олег Ошенков («Шахтар»)                                                   |
| 1964 | Віктор Маслов («Динамо»)                                                  |
| 1965 | Віктор Маслов («Динамо»)                                                  |
| 1966 | Віктор Маслов («Динамо»)                                                  |
| 1967 | Віктор Маслов («Динамо»)                                                  |
| 1968 | Віктор Маслов («Динамо»)                                                  |
| 1969 | Ернест Юст («Карпати»)                                                    |
| 1970 | Ернест Юст («Карпати»)                                                    |
| 1971 | Олександр Севидов («Динамо»)                                              |
| 1972 | Герман Зонін («Зоря»)                                                     |
| 1973 | Олег Базилевич («Шахтар»)                                                 |
| 1974 | Валерій Лобановський + Олег Базилевич («Динамо»)                          |
| 1975 | Валерій Лобановський + Олег Базилевич («Динамо», національна збірна СРСР) |
| 1976 | Ернест Юст («Карпати»)                                                    |
| 1977 | Валерій Лобановський («Динамо»)                                           |
| 1978 | Володимир Сальков («Шахтар»)                                              |
| 1979 | Віктор Носов («Шахтар»)                                                   |
| 1980 | Валерій Лобановський («Динамо»)                                           |
| 1981 | Валерій Лобановський («Динамо»)                                           |
| 1982 | Валерій Лобановський («Динамо», національна збірна СРСР)                  |
| 1983 | Володимир Ємець («Дніпро»)                                                |
| 1984 | Володимир Ємець («Дніпро»)                                                |
| 1985 | Валерій Лобановський («Динамо»)                                           |
| 1986 | Валерій Лобановський («Динамо», національна збірна СРСР)                  |
| 1987 | Євген Кучеревський («Дніпро»)                                             |
| 1988 | Анатолій Бишовець (олімпійська збірна СРСР)                               |
| 1989 | Євген Кучеревський («Дніпро»)                                             |
| 1990 | Валерій Лобановський («Динамо», національна збірна СРСР)                  |
| 1991 | Віктор Прокопенко («Чорноморець»)                                         |
| 1992 | Анатолій Заяєв («Таврія»)                                                 |
| 1993 | Михайло Фоменко («Динамо»)                                                |
| 1994 | Леонід Буряк («Нива» Т. + «Чорноморець»)                                  |
| 1995 | Леонід Буряк («Чорноморець»)                                              |
| 1996 | В'ячеслав Грозний («Дніпро»)                                              |
| 1997 | Валерій Лобановський («Динамо»)                                           |
| 1998 | Валерій Лобановський («Динамо»)                                           |
| 1999 | Валерій Лобановський («Динамо»)                                           |
| 2000 | Валерій Лобановський («Динамо», національна збірна України)               |
| 2001 | Віктор Прокопенко («Шахтар»)                                              |
| 2002 | В'ячеслав Грозний («Арсенал»)                                             |
| 2003 | Євген Кучеревський («Дніпро»)                                             |
| 2004 | Євген Кучеревський («Дніпро»)                                             |
| 2005 | Олег Блохін (національна збірна України)                                  |
| 2006 | Олег Блохін (національна збірна України)                                  |
| 2007 | Олег Протасов («Дніпро»)                                                  |
| 2008 | Мирон Маркевич («Металіст»)                                               |
| 2009 | Микола Павлов («Ворскла»)                                                 |
| 2010 | Павло Яковенко (молодіжна збірна України)                                 |
| 2011 | Мирон Маркевич («Металіст»)                                               |
| 2012 | Мирон Маркевич («Металіст»)                                               |
| 2013 | Михайло Фоменко (національна збірна України)                              |
| 2014 | Сергій Ребров («Динамо»)                                                  |
| 2015 | Михайло Фоменко (національна збірна України)                              |
| 2016 | Юрій Вернидуб («Зоря»)                                                    |
| 2017 | Юрій Вернидуб («Зоря»)                                                    |
| 2018 | Андрій Шевченко (національна збірна України)                              |
| 2019 | Андрій Шевченко (національна збірна України)                              |
| 2020 | Сергій Ребров («Ференцварош» Угорщина)                                    |

### Цікаві факти
- загальна кількість тренерів-переможців — 28;
- найчастіше приз вигравав Валерій Лобановський — 13 разів;
- найбільше перемог поспіль у Віктора Маслова — 5.

### Багаторазові переможці
| Футболіст            | Кількість перемог | Роки                                                                         |
| -------------------- | ----------------- | ---------------------------------------------------------------------------- |
| Валерій Лобановський | 13                | 1974, 1975, 1977, 1980, 1981, 1982, 1985, 1986, 1990, 1997, 1998, 1999, 2000 |
| Віктор Маслов        | 5                 | 1964, 1965, 1966, 1967, 1968                                                 |
| Євген Кучеревський   | 4                 | 1987, 1989, 2003, 2004                                                       |
| Ернест Юст           | 3                 | 1969, 1970, 1976                                                             |
| Олег Базилевич       | 3                 | 1973, 1974, 1975                                                             |
| Михайло Фоменко      | 3                 | 1993, 2013, 2015                                                             |
| Мирон Маркевич       | 3                 | 2008, 2011, 2012                                                             |